# Habrotrocha elegans
Habrotrocha elegans is een raderdiertjessoort uit de familie Habrotrochidae. De wetenschappelijke naam van deze soort is voor het eerst geldig gepubliceerd in 1886 door Milne.